# Valerij Pavlovič Čkalov
Valerij Pavlovič Čkalov [valérij pávlovič čkálov] (rusko Вале́рий Па́влович Чка́лов), ruski letalski častnik, vojaški pilot, preskusni pilot in heroj Sovjetske zveze, * 2. februar 1904, vas Vasiljovo (danes mesto Čkalovsk), Rusija, † 15. december 1938.

## Življenje
Čkalov je bil eden od prvih letalcev, ki je brez pristanka preletel pot: Moskva-Dežela Franca Jožefa-sibirska obala-Jakutsk-Nikolajevsk (to je opravil 1936). Naslednje leto (1937) je opravil prvi transpolarni polet brez spusta od Moskve do Vancouvra (Washington, ZDA).
Med preskusnim letom s prototipnim lovskim letalom Polikarpov I-180 se je zaradi okvare motorja smrtno ponesrečil na Centralnem letališču. Nadrejeni so želeli imeti operativno letalo čim hitreje. Izdelava je bila rokovno nabita in hoteli so uspeti do konca leta. V višini več kot 600 m je preletel Stalinovo dačo, temperatura ozračja je bila ta dan -24 °C, in se je po okvari nekako uspel vrniti v bližino letališča. Med pristankom se je izogibal naseljenemu območju, vendar se pri tem zaletel v visokonapetostni električni steber. Dve uri po nesreči je zaradi poškodb preminil v Botinski bolnišnici.
Po njem se imenuje ulica v Voronežu. Med letoma 1938 in 1957 se je Orenburg ob reki Ural imenoval po njem Čkalov. Od 70. let 20. stoletja se po njem imenuje ulica Chkalov Drive v Vancouvru.